# Alois Václavík
Alois Václavík (26. června 1813 Žehuň – 23. dubna 1889 Žehuň) byl rakouský politik české národnosti z Čech, v 2. polovině 19. století poslanec Českého zemského sněmu.

## Biografie
Pocházel z rodu mlynářů v Žehuni.
Po obnovení ústavního systému vlády počátkem 60. let se zapojil i do politického života. V zemských volbách v Čechách roku 1861 byl zvolen na Český zemský sněm, kde zastupoval kurii venkovských obcí, obvod Poděbrady, Městec Králové. Byl nezávislým českým kandidátem. Do sněmu se vrátil v doplňovacích zemských volbách v Čechách v září 1869, opět za obvod Poděbrady, Městec Králové. Mandát zde obhájil i v zemských volbách v Čechách roku 1870, zemských volbách v Čechách roku 1872 a zemských volbách v Čechách roku 1878. Byl tehdy uváděn jako člen staročeské strany.
Před volbami v roce 1883 ovšem publikoval veřejnou výzvu, v níž se kvůli pokročilosti věku vzdal další kandidatury s tím, že místo něj kandiduje jeho syn Alois Václavík mladší (1847–1929). Ten pak byl skutečně zvolen a pokračoval v politické dráze svého otce.